# Milenko Ačimovič
Milenko Ačimovič, född 15 februari 1977 i Ljubljana, Jugoslavien (nuvarande Slovenien), är en slovensk mittfältare i fotboll. Han har representerat lag som Tottenham Hotspur FC, Lille OSC och Al Ittihad.